# ناحیه اروین، میشیگان
ناحیه اروین (به انگلیسی: Erwin Township) یک منطقهٔ مسکونی در ایالات متحده آمریکا است که در شهرستان گوگبیک، میشیگان واقع شده‌است.
 ناحیه اروین ۱۲۴٫۷ کیلومتر مربع مساحت و ۳۲۶ نفر جمعیت دارد و ۴۶۶ متر بالاتر از سطح دریا واقع شده‌است.